# Линга (Росія)
Линга́ (рос. Лынга) — село в Якшур-Бодьїнському районі Удмуртії, Росія.
Населення — 1067 осіб (2010; 1266 в 2002).
Національний склад (2002):
- росіяни — 57 %
- удмурти — 37 %

## Історія
Село засноване 1932 року. 1939 року в ньому було відкрито школу. Біля села діяла колонія № 147, у якій у роки Другої світової війни було вбито 800 німецьких в'язнів. 1961 року у селі було відкрито дільничну лікарню на 15 ліжок, у грудні 2001 року для неї збудована нова будівля. 24 серпня 2003 року відкрито пам'ятну дошку на будинку, де жив і працював Олексій Холмогоров, Заслужений художник Росії.

## Урбаноніми[4]
- вулиці — Вокзальна, Гагаріна, Дачна, Залізнична, Західна, Інтернаціональна, Карла Маркса, Комсомольська, Леніна, Лісова, Миру, Першотравнева, Південна, Праці, Пугачова, Радянська, Свободи, Центральна, Ювілейна
- провулки — Північний, Центральний